# Півань
Піва́нь (рос. Пивань) — село у складі Комсомольського району Хабаровського краю, Росія. Адміністративний центр та єдиний населений пункт Піванського сільського поселення.

## Населення
Населення — 1754 особи (2010; 1683 у 2002).
Національний склад (станом на 2002 рік):
- росіяни — 95 %